# Višnjica
Višnjica är en ort i Bosnien och Hercegovina.   Den ligger i entiteten Federationen Bosnien och Hercegovina, i den centrala delen av landet, 28 km väster om huvudstaden Sarajevo. Višnjica ligger 532 meter över havet och antalet invånare är 842.
Terrängen runt Višnjica är kuperad. Närmaste större samhälle är Gromiljak, 2,6 km nordost om Višnjica. 
I omgivningarna runt Višnjica växer i huvudsak lövfällande lövskog. Runt Višnjica är det ganska tätbefolkat, med 93 invånare per kvadratkilometer.